# Clotilde de Lusignan
Clotilde de Lusignan publié en 1823 sous le titre Clotilde de Lusignan ou le beau juif est un roman de jeunesse d'Honoré de Balzac. À cette époque, l'auteur de La Comédie humaine n'avait pas encore de particule, il portait le nom d'Honoré Balzac.

## Les difficiles débuts du romancier
Comme écrivain débutant, Balzac était « employé » par Horace Raisson et Auguste Lepoitevin dans une entreprise de fabrique de romans à la chaîne. « Auguste Lepoitevin dit Lepoitevin de L'Égreville, fils d'un acteur assez connu, avait débuté très jeune avec des romans bâclés mais adroits qu'il signait Vieillerglé. » « Le Poitevin de L'Égreville tenait sous ses ordres, comme un maître d'école armé de sa férule, une douzaine de jeunes gens qu'il traitait de “petits crétins”. Il les formait dans l'art d'aiguiser le poignard de l'esprit et de frapper au bon endroit. »

## Histoire du texte
Balzac signa Clotilde de Lusignan d'un pseudonyme qui était l'anagramme de son prénom : Lord R'Hoone, pseudonyme qu'il avait déjà utilisé, avec Vieillerglé pour L'Héritière de Birague. Le texte fut réimprimé en 1840 sous le titre L'Israélite, titre conservé par Michel Lévy frères, dans l'édition de 1868, illustrée par Eugène Lampsonius. Il est de nos jours publié dans deux compilations des premiers romans de Balzac que pourtant leur auteur avait reniés au moment de la publication de l'édition de La Comédie humaine : 

« En dehors de La Comédie humaine, il n’y a de moi que Les Cent Contes drolatiques, deux pièces de théâtre et des articles isolés qui d’ailleurs sont signés. J’use ici d’un droit incontestable. Mais ce désaveu, quand même il atteindrait des ouvrages auxquels j’aurais collaboré, m’est commandé moins par l’amour-propre que par la vérité. Si l’on persistait à m’attribuer des livres que, littérairement parlant, je ne reconnais point pour miens, mais dont la propriété me fut confiée, je laisserais dire par la même raison que je laisse le champ libre aux calomnies. »

## Résumé analytique
C'est à la fois un roman d'amour et un roman historique. Gaston de Provence, sous le déguisement du juif Neptaly, tente d'obtenir la main de Clotilde de Lusignan, fille du roi Jean de Chypre en exil. Le roi est menacé par une bande de brigands dont le chef, Enguerry le Mécréant, lance une attaque contre le château de Casin-Grandes. Gaston de Provence vole au secours du roi. Différentes scènes du roman sont largement inspirés d'Ivanhoé de Walter Scott : l'attaque du château, le tournoi, le siège. Gaston de Provence adopte aussi le nom de « Chevalier noir » que Scott avait donné au roi Richard dans Ivanhoé. Cependant, Maurice Bardèche souligne que si Balzac s'est beaucoup inspiré de Walter Scott, il n'en a pas adopté complètement les méthodes. Son imitation demeure superficielle, notamment dans l'introduction du tournoi et Balzac n'adopte pas le rythme lent de son modèle mais au contraire précipite l'action et les rebondissements.

## Rééditions du texte
- Honoré de Balzac, Premiers romans, 1822-1825, Robert Laffont, coll. « Bouquins », Paris, 1999, 2 vol.  (ISBN 2221090454). Le volume 2 contient : La Dernière Fée ou la Lampe merveilleuse, Le Vicaire des Ardennes, Annette et le Criminel, Wann-Chlore ; le volume 1 contient : L'Héritière de Birague, Jean-Louis ou La fille trouvée, Clotilde de Lusignan, édition établie par André Lorant.
- Balzac, œuvres diverses, Pierre-Georges Castex (dir.), avec Roland Chollet, René Guise et Nicole Mozet, Paris, Bibliothèque de la Pléiade, 1990, t. I  (ISBN 2070106640).